# Исаакий (архимандрит)
Исаакий (ум. после 1774) — архимандрит Нижеломовского Богородичного и ряда других монастырей Русской православной церкви.
О его мирской жизни сведений почти не сохранилось, известно лишь, что он был сыном священника города Шацка Тамбовской губернии.
Принял монашеский постриг в Саровской Свято-Успенской пустыни. Впоследствии был определен игуменом в Наровчатский Сканов монастырь; отсюда переведен архимандритом в Троицкий Тамбовский монастырь; а в 1763 году определен настоятелем в Нижеломовский монастырь. Здесь много потрудился по постройке каменного монастырского храма; возвел четыре каменных корпуса в монастыре; обнес монастырь каменною оградой с башнями по углам. 
В 1774 году, за встречу в обители Емельяна Пугачева — руководителя антиправительственного восстания, архимандрит Исаакий был лишен сана и был сослан в Сканову пустынь, где и скончался.